# Croce Praboccone
La Croce Praboccone (1.422 m s.l.m.) è una montagna delle Alpi Cozie situata in provincia di Cuneo (Piemonte).

## Caratteristiche

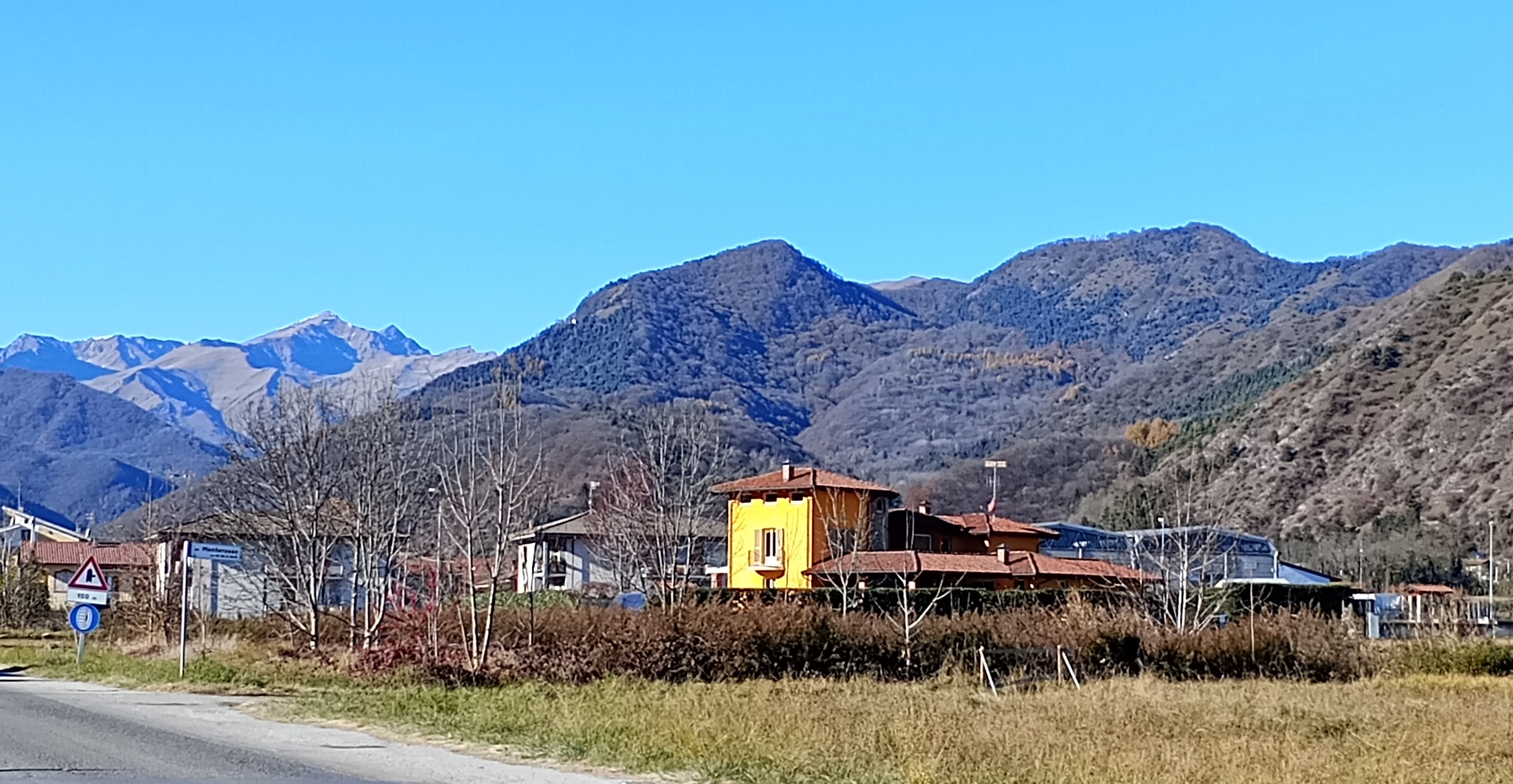
La Croce Praboccone (a destra) con al centro la Rocca dell'Ula e a sinistra, sullo sfondo, il Monte Tibert

Il monte è situato sullo spartiacque tra valle Maira e valle Grana. Il crinale prosegue verso ovest con Colletto di Ollasca (1357 m) dirigendosi poi verso il Monte Lombernardo. Nella direzione opposta, dopo avere perso quota fino ai 1312 m del Colletto la Peria, lo spartiacque risale alla Rocca d'Aiga (1336 m). La zona è principalmente boscosa, anche se nei pressi della cima si trova una radura prativa. Il punto culminante è segnalato da un grosso ometto in pietra sormontato da una vecchia croce di legno.

## Geologia
La zona dove sorge la montagna è caratterizzata da dolomie triassiche 

## Ascensione alla vetta

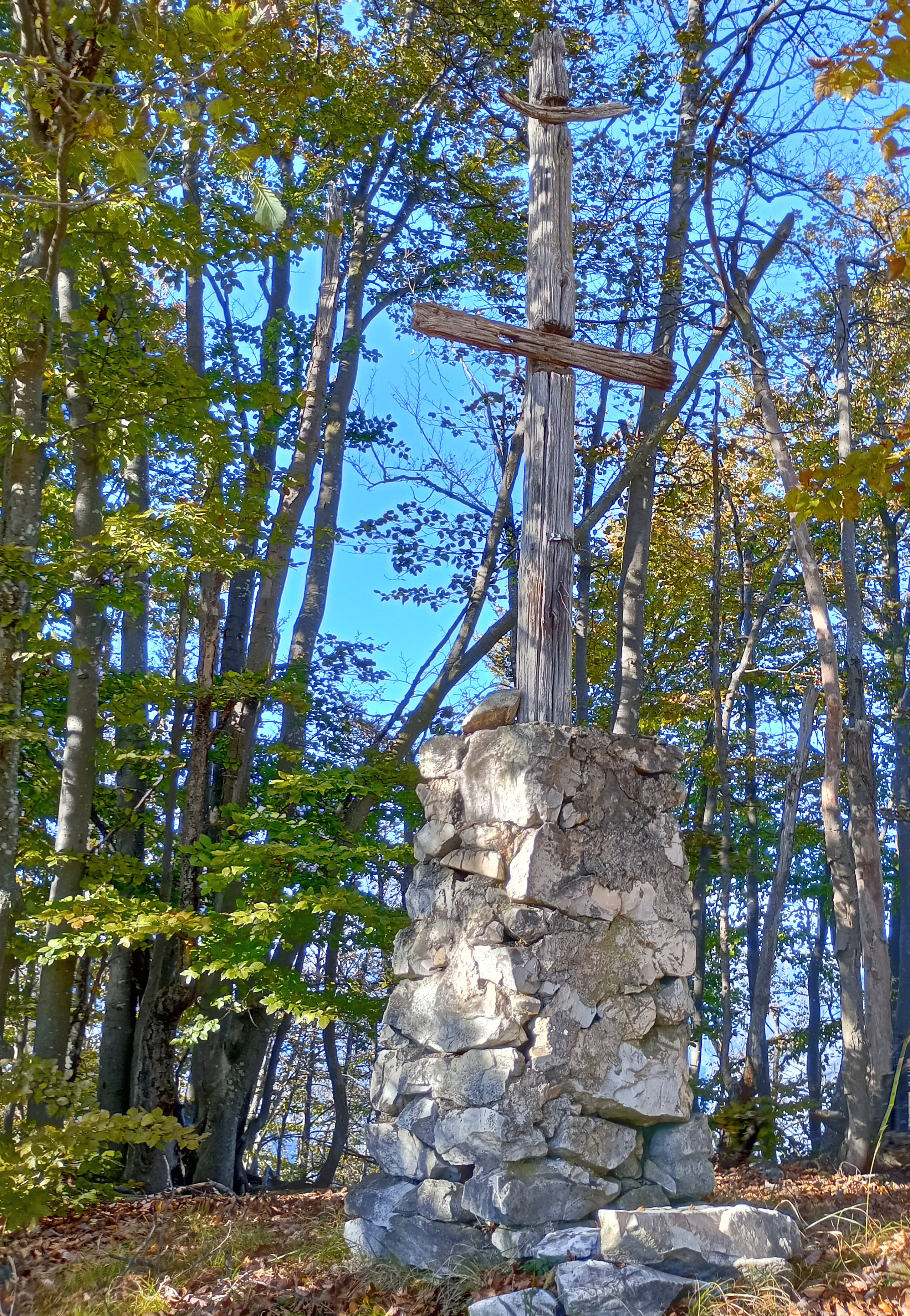
Ometto e croce di vetta.

### Accesso estivo
L'accesso alla vetta è di tipo escursionistico, con difficoltà valutata in E, e si svolge su stradine sterrate e sentieri.

### Accesso invernale
Per salire alla Croce Praboccone con le ciaspole si può partire da varie località come ad esempio dalla frazione Piatta, a sua volta raggiungibile in auto da Valgrana. Si tratta di una escursione di difficoltà MR. La zona boscosa e a quota medio-bassa la rende adatta a itinerari su neve da effettuarsi anche in periodi ad alto rischio di valanghe, che precludono percorsi in zone più aperte.